# Unreal II: The Awakening
Unreal 2: The Awakening es un videojuego de disparos en primera persona para PC del año 2003, continuación de Unreal.

## Trama del juego
El argumento no tiene ninguna relación con el del juego anterior. En un futuro lejano, tras largos años de colonización espacial. el gobierno de la Tierra ya no puede controlar a las grandes corporaciones colonizadoras, que establecen dominios de abuso de poder mediante el uso de enormes cuerpos de mercenarios. Además de la guerra vigente contra varias razas alienígenas, que persiguen la conquista. El protagonista del juego es un Sheriff espacial llamado John Dalton, que ha sido asignado para intentar mantener la poca ley que queda en el borde exterior del espacio. Sin embargo en una misión rutinaria, un extraño artefacto es encontrado y ahora el futuro de la humanidad está en juego. Desde ese momento recibe una transmisión de su superior, el cual le dice que reúna los otros artefactos.
Mientras buscas los artefactos descubres que hace mucho tiempo existía una antigua y muy avanzada especie ya desaparecida que construyó los artefactos para protegernos de algo. Cuando logras recoger todos los artefactos muere toda la tripulación en lo que en principio crees que es un ataque Skaarj. Después de este desgraciado suceso te diriges a la nave de tu superior, el cual ha unido todos los artefactos y aprendido como utilizarlos. Estos artefactos sirven para despertar una sección de ADN de los Kai escondida allí por los que crearon los artefactos. Esta sección oculta del ADN de los Kai los convierte en unas criaturas extraordinariamente fuertes, estas criaturas destruyen la nave, pero tu consigues escapar.